# 都市再生本部
都市再生本部（としさいせいほんぶ、英語：Urban Renaissance Headquarters）は、日本の行政機関の一つであり、日本の内閣に設置されている組織である。2001年（平成13年）の閣議決定に基づいて日本の内閣に設置され、2002年（平成14年）に成立した都市再生特別措置法によって法に基づく組織となった。

## 概要
2001年4月6日、「緊急経済対策」（経済対策閣僚会議）において、環境、防災、国際化などの観点から都市の再生を目指す21世紀型都市再生プロジェクトの推進や土地の有効利用等都市の再生に関する施策を総合的かつ強力に推進するため、内閣総理大臣を本部長、関係大臣を本部員とする都市再生本部を内閣に設置することとされた。
同年5月8日、「都市再生本部の設置について」（閣議決定）に基づき、都市の再生に関する施策を総合的かつ強力に推進するため、内閣に都市再生本部が設置された。
同年5月18日、第1回都市再生本部が開催された。
2002年6月1日、都市再生特別措置法が施行され、法に基づく組織となった。
具体的施策は、大きく3つに分けられるとしている。
- 「都市再生プロジェクト」の推進
- 民間都市開発投資の促進
- 全国都市再生の推進～稚内から石垣まで～

3つの柱の取組が進むと同時に、「都市再生の担い手」を応援することも行っている。
事務局は、内閣府に置かれる内閣府地方創生推進事務局および内閣官房に置かれるデジタル田園都市国家構想実現会議事務局が担っている（これらは地域再生本部の事務局でもある）。

## 構成
- 本部長
内閣総理大臣：石破茂
- 副本部長
内閣官房長官：林芳正
内閣府特命担当大臣（地方創生）：伊東良孝
国土交通大臣：斉藤鉄夫
- 本部員
本部長および副本部長以外の全ての国務大臣

## 所掌事務
- 都市再生基本方針の案の作成・実施の推進
- 都市再生緊急整備地域を指定する政令の立案、地域整備方針の作成・実施の推進
- 都市の再生に関する施策で重要なものの企画・立案・総合調整